# Puchar Świata w narciarstwie alpejskim 1997/1998
Sezon 1997/1998 Pucharu Świata w narciarstwie alpejskim rozpoczął się 24 października 1997 we francuskim Tignes, a zakończył 15 marca 1998 w szwajcarskiej miejscowości Crans-Montana. Była to 32. edycja pucharowej rywalizacji. Rozegrano 33 konkurencje dla kobiet (6 zjazdów, 8 slalomów gigantów, 6 supergigantów, 11 slalomów specjalnych oraz 2 kombinacje) i 37 konkurencji dla mężczyzn (11 zjazdów, 9 slalomów gigantów, 5 supergigantów, 10 slalomów specjalnych oraz 2 kombinacje).
Puchar Narodów (łącznie) zdobyła reprezentacja Austrii, wyprzedzając Niemcy i Włochy.

## Puchar Świata w narciarstwie alpejskim kobiet
Wśród kobiet najlepszą zawodniczką okazała się Niemka Katja Seizinger, która zdobyła 1655 punktów, wyprzedzając swoje rodaczki Martinę Ertl-Renz i Hilde Gerg.
W poszczególnych klasyfikacjach tryumfowały:
- Katja Seizinger – zjazd
- Ylva Nowén – slalom
- Martina Ertl-Renz – slalom gigant
- Katja Seizinger – supergigant
- Hilde Gerg – kombinacja

## Puchar Świata w narciarstwie alpejskim mężczyzn
Wśród mężczyzn najlepszym zawodnikiem okazał się Austriak Hermann Maier, który zdobył 1685 punktów, wyprzedzając swoich rodaków Andreasa Schifferera i Stephana Eberhartera.
W poszczególnych klasyfikacjach tryumfowali:
- Andreas Schifferer – zjazd
- Thomas Sykora – slalom
- Hermann Maier – slalom gigant
- Hermann Maier – supergigant
- Werner Franz – kombinacja

## Puchar Narodów (kobiety + mężczyźni)
- 1.  Austria – 13566 pkt
- 2.  Niemcy – 6077 pkt
- 3.  Włochy – 6001 pkt
- 4.  Szwajcaria – 5610 pkt
- 5.  Francja – 5024 pkt